# Eslavos meridionales
Los eslavos meridionales o sudeslavos son la ramificación del sur de los pueblos eslavos que viven en la península balcánica: Bulgaria y los países de la antigua Yugoslavia. 
Geográficamente, los eslavos meridionales son nativos de Panonia, los Alpes orientales y la península balcánica, y hablan lenguas eslavas meridionales. 
Con una población cercana a los 35 millones, el grupo incluye a búlgaros y macedonios al este y serbios, croatas, bosnios, eslovenos y montenegrinos por el oeste.

## Historia
La rápida y dramática desaparición del Estado yugoslavo a finales del siglo XX —y de la que aún perduran focos en el XXI— causó una honda conmoción en todo el mundo, pero especialmente en Europa, donde muchas personas no se explicaban cómo tales atrocidades podían producirse en la culta y civilizada Europa finisecular. 

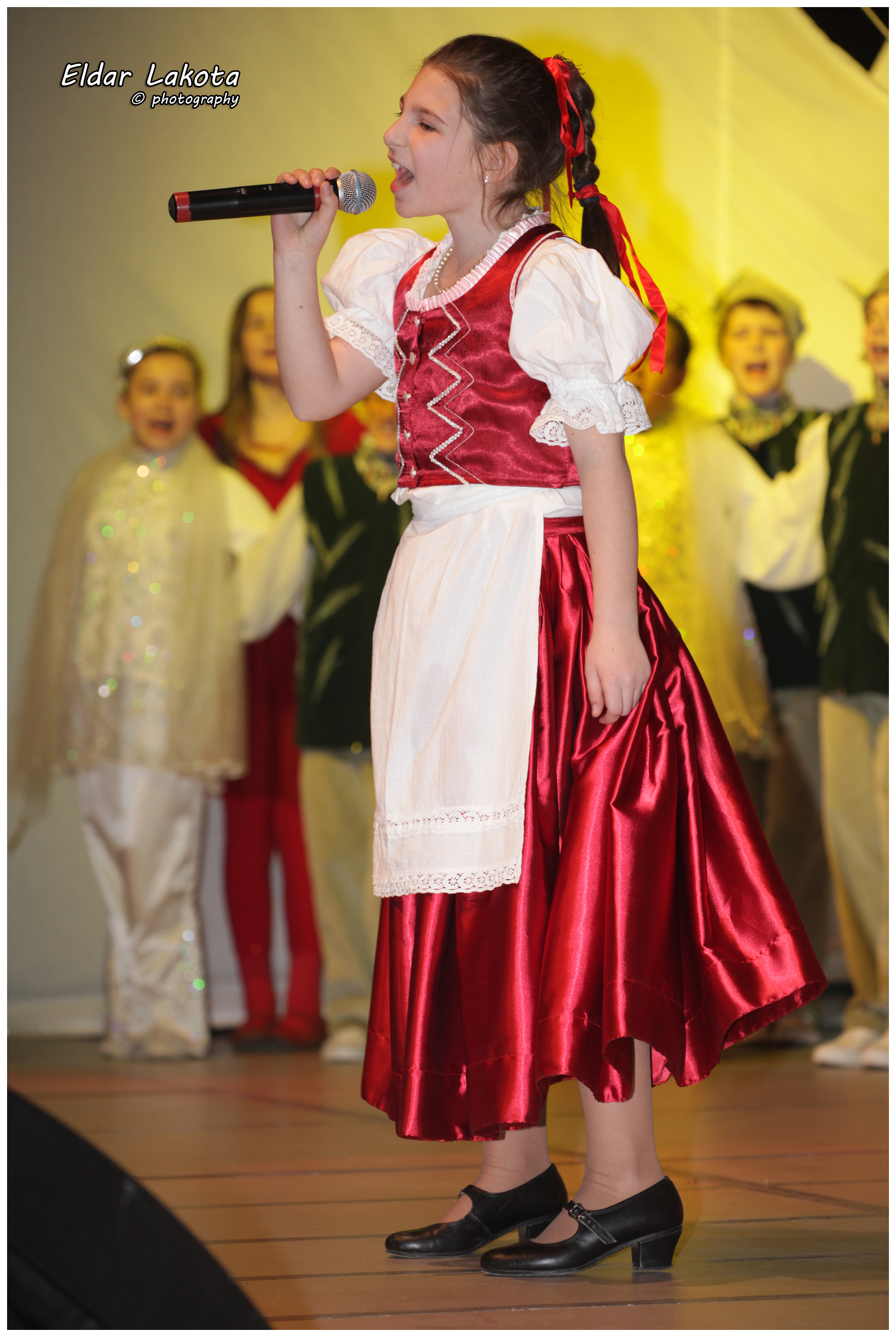
festival típico en montenegro

Para poder interpretar lo sucedido, hay que rastrear en la historia de Europa, ya que el término Yugoslavia no se refiere solo al Estado citado, sino que es una denominación de carácter cultural y geográfica (la parte occidental de la península balcánica donde vivieron, y viven, los eslavos meridionales, que es lo que significa el término (Yugoslavia, en croata, serbio y esloveno Jugoslavija, en macedonio y serbio cirílico Југославија, se traduce literalmente como Eslavia del sur o país de los eslavos del sur). 
Después de la muerte del mariscal Tito en 1980, y en medio de una grave crisis económica, las tensiones entre los pueblos del país crecieron. Después del ascenso de partidos nacionalistas al poder en Serbia, dos de sus repúblicas constituyentes (Eslovenia y Croacia) declararon su independencia en 1991, a las que seguirían Macedonia del Norte y Bosnia y Herzegovina al año siguiente, no sin resistencia por parte de Serbia. En 1991 la tensión entre las diferentes repúblicas derivó en el sangriento conflicto conocido como guerra de Yugoslavia (o guerras yugoslavas). 
Las repúblicas que decidieron permanecer en la federación sustituyeron en 1992 a la República Federativa Socialista de Yugoslavia por la nueva República Federal de Yugoslavia, integrada ya solo por Montenegro y Serbia, que abandonó también el sistema socialista, como antes habían hecho las ya independizadas repúblicas.
La minoría étnica albanesa al sur de Serbia fue también fuente de tensión (y aún lo es) y, ante los enfrentamientos del ejército yugoslavo con la guerrilla kosovar, transformada en Ejército de Liberación de Kosovo (UÇK), cuando este territorio aún era oficialmente parte de Serbia, declaró su independencia el 22 de septiembre de 1991, no reconocida internacionalmente, hizo necesaria la intervención extranjera (la denominada guerra de Kosovo). Después del bombardeo de la OTAN a la República Federal de Yugoslavia, acabada la guerra, a partir de 1999, la administración del territorio kosovar quedó, de forma temporal, a cargo de la ONU y, por mandato del Consejo de Seguridad, quedó en las manos de la Misión de Administración Interina de las Naciones Unidas en Kosovo (MINIURSO) y de la OTAN.
Sin embargo, el estatus de Kosovo es motivo de controversia. Serbia considera que Kosovo es una provincia autónoma dentro de su propio territorio, conforme a su constitución y con la Resolución 1244 del Consejo de Seguridad de las Naciones Unidas. A cuyo objeto, el gobierno serbio no interviene directamente en la administración de este territorio desde 1999. El nuevo gobierno provisional de Kosovo declaró unilateralmente, otra vez, su independencia de Serbia el 17 de febrero de 2008 (con el apoyo tácito de Estados Unidos y de parte de la Unión Europea), instaurando la República de Kosovo. Serbia, Rusia, España y otros países no aceptaron este hecho unilateral ni reconocen a la República de Kosovo como Estado soberano.
Tras la aprobación y promulgación de la Carta Constitucional de Serbia y Montenegro por la Asamblea de la República Federal de Yugoslavia el 4 de febrero de 2003, la República Federal de Yugoslavia pasó a ser la unión de Estado de Serbia y Montenegro. Finalmente, el 21 de mayo de 2006, en un plebiscito, el 55,5% de la población apoyó la independencia de Montenegro, que fue proclamada el 3 de junio de 2006. 
Esta sección del artículo versa sobre los antecedentes históricos de estos hechos, para tratar de suministrar las claves que permitan entender (nunca justificar) tan terribles acontecimientos.

## Prehistoria e Historia Antigua

### Los orígenes

#### Iliria
Iliria es una antigua región histórica de Europa que, en su mayor extensión, incluía la parte occidental de la península balcánica, en la costa oriental del mar Adriático, en la que hoy son Croacia, Serbia, Bosnia, Montenegro y Albania. 
Los primeros signos de grupos de población fijos, aunque escasos, en el territorio de lo que fue Yugoslavia, se remontan al Paleolítico inferior, como lo demuestran los yacimientos de Montenegro, norte de Bosnia, Croacia y Eslovenia. 
En el Neolítico floreció una cultura agrícola-ganadera, la cultura danubiana, extendida a Serbia y Bosnia, que se enriqueció con diferentes aportaciones en la Edad del Bronce. Esta cultura presenta sus centros más importantes en Starčevo, cuya cerámica está decorada con motivos geométricos en espiral; Vičla, obra de comunidades agrícolas relativamente estables que posee una cerámica bastante diversificada, como estatuas y vasos antropomorfos y, finalmente, Butmir, en Bosnia, con cerámica decorada con meandros y espirales. 
Al inicio de la Edad del Hierro se desarrolló en Bosnia, especialmente en el altiplano de Glasinać, una cultura caracterizada por el gran número de túmulos, ricos en armas, relacionados con los de Serbia. 
También habitaban la zona, especialmente al sur, los tracios, antiguo pueblo de estirpe indoeuropea. Eran sobre todo ganaderos, y fueron muy apreciados como soldados mercenarios por los griegos de la época clásica. Nunca llegaron a alcanzar la etapa urbana y su organización era feudal, con base en la tribu.

Área aproximada del asentamento de las tribus ilirias en la antigüedad.

Esta región fue conocida en la antigüedad por los nombres griegos 'Iλλυρία (Illyría) o Iλλυρίδα (Illyrída), y, posteriormente, por el latino Illyria y también Illyricum.
En este marco aparecieron la finales del II milenio a. C. (contra el año 1000 a. C.) poblaciones ilirias procedentes del norte. Los ilirios (en griego ιλλυρόι, illyrói) eran una heterogénea coalición de tribus de las que poco se sabe. Se supone que a un número indeterminado de éstas las unía una lengua iliria común.
El hecho de que el territorio hubiera sufrido invasiones de los galos hacia el 400 a. C. (que dejó pocos vestigios) y el desconocimiento de los autores clásicos, hace difícil precisar el origen de los diferentes grupos. En general, se puede decir que Iliria iba del Neretva (antiguo Naro) al Drina (Drilo) y que al este quedaban los tribalios. Esta descripción es conforme a diversos autores hasta el siglo II y en especial Estrabón y Tácito.
Se considera a los ilirios como un pueblo indoeuropeo procedente del círculo de la cultura de Lusacia. Originariamente vivían bajo una organización tribal con un jefe electivo y un consejo de ancianos, pero constituyeron más tarde federaciones y reinos más o menos efímeros; en el sur, más en relación con la cultura griega, fundaron Epiro, que se distinguió de la verdadera Iliria. 
Los ilirios se impusieron a los tracios y ocuparon las regiones del noroeste de la península balcánica, desde el Danubio hasta el golfo de Ambracia, y del Adriático a los montes Šaire. Las principales tribus eran las de los dálmatas, ardieos, dárdanos, albanos, taulantios, molosos, tesprotos, vénetos, dauros y mesapios; estas tres últimas llegaban al este de Italia. 
El gran número de tribus independientes obstaculizó la formación de un Estado "nacional" hasta mediados del siglo III a. C., en que apareció en el sur del país un reino ilírico con capital en Escodra (Escutari) y otra federación de pueblos con sede en Delminium. 
Progresivamente fueron llegando a espaldas de colonos griegos que dieron origen a emporios como Epidauro y Apolonia (hoy en Albania). Naturalmente, la cultura griega está mejor documentada en Macedonia y a lo largo de las costas, pero su influencia se hizo sentir también más al interior.

## Países
Hay siete países en los cuales los eslavos meridionales son la población principal:
- Bosnia y Herzegovina (46% bosníacos, 37% serbios, 15% croatas)
- Bulgaria (85% búlgaros)
- Croacia (90% croatas, 4% serbios)
- Eslovenia (83% eslovenos, 2% serbios, 2% croatas, 1% bosníacos)
- Serbia (83% serbios, 2% bosníacos, 1% yugoslavos 1% croatas, 1% montenegrinos)
- Macedonia del Norte (65% macedonios étnicos, 2% serbios, 1% bosníacos)
- Montenegro (45% montenegrinos, 29% serbios, 13% bosníacos y musulmanes por nacionalidad, 1% croatas)

Además, hay minorías locales de eslavos meridionales en países vecinos no eslavos como:
- Albania: (búlgaros, macedonios, serbios, montenegrinos)
- Austria: (croatas, eslovenos)
- Grecia: (hablantes eslavos en la Macedonia griega, pomacos)
- Hungría: (croatas, serbios, eslovenos)
- Italia:  (eslovenos, croatas)
- Rumanía: (croatas, búlgaros, serbios),
- Turquía: (búlgaros, bosníacos)